# Daniel Bouzas Pan
Daniel Bouzas Pan, també conegut com a Dani Bouzas (Arteixo, 22 de novembre de 1974) és un exfutbolista gallec que ocupà la posició de davanter.

## Trajectòria
Va sorgir a l'Sporting de Gijón, club amb el qual debuta a primera divisió la temporada 94/95. L'any següent qualla una bona temporada i juga 31 partits, en els quals marca un gol. Però, la temporada 96/97 tot just té oportunitats a l'equip asturià i a mitja competició marxa a l'Albacete Balompié.
Al conjunt manxec hi roman dos anys i mig, en els quals disposaria d'un bon nombre de partits, sobretot la temporada 97/98 (34 partits i un gol). L'estiu de 1999 recala al CD Toledo, i pocs mesos després, retorna a Primera en ser fitxat pel Rayo Vallecano.
Però amb prou feines compta en el conjunt madrileny: 5 partits en dos anys. En busca d'oportunitats baixa dues categories per jugar amb el CE Castelló. La temporada 02/04 recala al CD Logroñés, i dos anys després al Linares, un modest equip andalús.